# August Bebel
August Ferdinand Bebel, född 22 februari 1840 i Köln-Deutz, Rhenprovinsen, Preussen, död 13 augusti 1913 i Passugg, Graubünden, Schweiz, var en tysk socialdemokratisk politiker och en av grundarna av Tysklands socialdemokratiska parti (SPD).

## Biografi
August Bebel föddes i ett fattigt soldathem. Fattigdom, tuberkulos och svält tog livet av hela hans familj och ensam kvar hänvisades han till fattigvård och fattigskolor innan han som 17-åring sattes i lära hos en svarvarmästare.
Efter sina gesäll- och vandringsår bosatte han sig 1860 i Leipzig som svarvare och anslöt sig snart till arbetarrörelsen. År 1867 blev han ordförande i det av liberalerna grundlagda "Verband deutscher Arbeiterverbände", och under Wilhelm Liebknechts inflytande ledde han sitt förbund över till det socialistiska läger, som bekämpade hela det bestående systemet; 1868 antog förbundet Första internationalens principer, och 1869 omskapades det av Bebel och Liebknecht till "Die Socialdemokratische Arbeiterpartei".
Redan 1867 hade en sachsisk valkrets insatt Bebel i nordtyska riksdagen, och från Tyska rikets grundläggning var han med två korta avbrott ledamot av tyska riksdagen samt dessutom av sachsiska lantdagen 1881–1891; på grund av domar 1872 och 1886 avtjänade han sammanlagt 3,5 års fängelse på Königstein för bland annat högförräderi och majestätsbrott.
Bebel fortsatte att inom partiet förespråka marxistiska principer mot lassalleanerna och behöll i det stort sett denna ståndpunkt, som blev den segrande vid de två gruppernas förening 1875. Under socialistlagens tid tvingades Bebel att lämna Leipzig, och efter dess upphävande bosatte han sig i Berlin. Han verkade för de gamla principerna, men på laglig grund, och förordade särskilt deltagande i riksdagsarbetet. Han kom därigenom i motsats till partiets högra (socialreformatoriska) flygel, men i ännu högre grad till den vänstra (revolutionära).[källa behövs] Han blev 1891 segrare och förblev så, även sedan den förra riktningen fått ny kraft genom Eduard Bernstein och stod som en obeveklig försvarare av grundläggarnas principer mot all opposition inom det strängt disciplinerade partiet. I egenskap av partiets ene ordförande och medlem av partiorganet Vorwärts redaktion, framstående talare både i och utom riksdagen samt dessutom flitig skriftställare, ansågs han som den tyska socialdemokratins främste man. I riksdagen väckte hans ständiga angrepp på regeringen, inte minst i militära och utrikespolitiska frågor, stark genklang även utanför socialisternas krets.
Hans oräddhet och vilja att ta strid märks kanske särskilt väl i det faktum att han som första parlamentsledamot någonsin tagit strid för homosexuellas rättigheter; mot förbudet av homosexuella aktiviteter. Hans ställningstagande väckte ramaskri och chockade en preussisk pastor så svårt att han försattes i djup depression.
Bland hans skrifter märks de två partiprogrammen Unsere Ziele (1871; "Hvad vi vilja", 1886) och Die Frau in der Vergangenheit, Gegenwart und Zukunft (1883, senare under titel "Die Frau und der Socialismus", 34:e upplagan 1903; "Kvinnan i forntiden, nutiden och framtiden", 1885, ny översättning 1903), vidare Charles Fourier (1888), Die Sonntagsarbeit (1888) och Die Lage der Arbeiter in den Bäckereien (1890). Hans Aus meinem Leben (tre band, 1909-10) har stor betydelse för det tyska socialdemokratiska partiets historia.
Boken Die Frau und der Sozialismus brändes av nationalsocialisterna under de landsomfattande bokbålen i Nazityskland 1933, däribland på det torg som 1947 skulle uppkallas efter honom: Bebelplatz.